# La Rêve du paria
Pour plus de détails, voir Fiche technique et Distribution.
La Rêve du paria est un court métrage français réalisé par Georges Méliès, sorti en 1902, au début du cinéma muet.